# Listă de filme de groază din 1997
Aceasta este o listă de filme de groază din 1997.
| Titlu                           | Regizor                                 | Distribuție                                                           | Țara                                                                              | Note            |
| ------------------------------- | --------------------------------------- | --------------------------------------------------------------------- | --------------------------------------------------------------------------------- | --------------- |
| Alien Resurrection              | Jean-Pierre Jeunet                      | Sigourney Weaver, Winona Ryder, Ron Perlman                           | Statele Unite ale Americii                                                        | [ 1 ]           |
| An American Werewolf in Paris   | Anthony Waller                          | Tom Everett Scott, Julie Delpy, Vince Vieluf                          | Regatul Unit al Marii Britanii și al Irlandei de Nord · Țările de Jos · Luxemburg | [ 2 ]           |
| Anaconda                        | Luis Llosa                              | Jennifer Lopez, Ice Cube, Jon Voight                                  | Statele Unite ale Americii                                                        | [ 3 ]           |
| Bleeders                        | Peter Svatek                            | Rutger Hauer, Roy Dupuis                                              | Canada · Germania                                                                 | [ 4 ]           |
| The Bloody Ape                  | Keith Crocker                           | George Reis, Paul Richici, Chris Hoskins, Larry Koster, Arlene Hansen | Statele Unite ale Americii                                                        | [ 5 ]           |
| Breeders                        | Paul Matthews                           | Samantha Womack, Clifton Lloyd Bryan, Kadamba Simmons                 | Regatul Unit al Marii Britanii și al Irlandei de Nord                             | [ 6 ]           |
| Campfire Tales                  | Matt Cooper, David Semel, Martin Kunert | Chris Masterson, Christine Taylor, Jay R. Ferguson                    | Statele Unite ale Americii                                                        | [ 7 ]           |
| The Creeps                      | Charles Band                            | Justin Lauer, Andrea Harper, Jon Simanton                             | Statele Unite ale Americii                                                        | [ 8 ]           |
| Devil's Advocate                | Taylor Hackford                         | Keanu Reeves, Al Pacino, Charlize Theron                              | Statele Unite ale Americii                                                        | [ 9 ]           |
| Eko eko azaraku III             | Katsuhito Ueno                          | Hinako Saeki, Cho Bang-ho, Chika Fujimura                             | Japonia                                                                           | [ 10 ]          |
| Event Horizon                   | Paul W. S. Anderson                     | Laurence Fishburne, Sam Neill, Kathleen Quinlan                       | Statele Unite ale Americii                                                        | [ 11 ]          |
| Gut-Pile                        | Jerry O'Sullivan                        | Sasha Graham                                                          | Statele Unite ale Americii                                                        | [ 12 ]          |
| House of Frankenstein           | Peter Werner                            | Andrew Pasdar, Teri Polo, Jorja Fox                                   | Statele Unite ale Americii                                                        | [ 13 ]          |
| I Know What You Did Last Summer | Jim Gillespie                           | Jennifer Love Hewitt, Sarah Michelle Gellar, Ryan Phillippe           | Statele Unite ale Americii                                                        | [ 14 ]          |
| Kokkuri-san                     | Takahisa Zeze                           | Ayumi Yamatsu, Rika Furukawa, Moe Ishikawa                            | Japonia                                                                           |                 |
| Leprechaun 4: In Space          | Brian Trenchard-Smith                   | Warwick Davis, Rebekah Carlton                                        | Statele Unite ale Americii                                                        | Direct-to-video |
| Mimic                           | Guillermo del Toro                      | Mira Sorvino, Jeremy Northam, Josh Brolin                             | Statele Unite ale Americii                                                        | [ 15 ]          |
| The Minion                      | Jean-Marc Piché                         | Dolph Lundgren, Françoise Robertson, David Nerman                     | Canada · Statele Unite ale Americii                                               |                 |
| The Night Flier                 | Mark Pavia                              | Miguel Ferrer, Julie Entwisle, Dan Monahan                            | Statele Unite ale Americii                                                        | Television film |
| Night of the Demons III         | Jimmy Kaufman                           | Joel Gordon, Richard Jutras, Vlasta Vrana                             | Canada · Statele Unite ale Americii                                               | [ 16 ]          |
| Nightwatch                      | Ole Bornedal                            | Ewan McGregor, Nick Nolte, Josh Brolin                                | Statele Unite ale Americii                                                        | Film remake     |
| Premutos– Der gefallene Engel   | Olaf Ittenbach                          | Fidelis Atuma, Christopher Stacey, Andre Stryi                        | Germania                                                                          | [ 17 ]          |
| Quicksilver Highway             | Mick Garris                             | Christopher Lloyd, Matt Frewer                                        | Statele Unite ale Americii                                                        | Television film |
| The Relic                       | Peter Hyams                             | Penelope Ann Miller, Tom Sizemore, Linda Hunt                         | Statele Unite ale Americii                                                        | [ 19 ]          |
| Scream 2                        | Wes Craven                              | David Arquette, Neve Campbell, Courteney Cox Arquette                 | Statele Unite ale Americii                                                        | [ 20 ]          |
| Shopping for Fangs              | Quentin Lee, Justin Lin                 | Jeanne Chinn, Clint Jung, Peggy Ahn                                   | Canada · Statele Unite ale Americii                                               | [ 21 ]          |
| Skeletons                       | David DeCoteau                          | Christopher Plummer, Dee Wallace, Ron Silver                          | Statele Unite ale Americii                                                        |                 |
| Troublesome Night               | Steve Cheng, Victor Tam, Herman Yau     | Simon Lui, Louis Koo, Allen Ting, Ada Choi, Teresa Mak, Law Lan       | Hong Kong                                                                         |                 |
| Troublesome Night 2             | Herman Yau                              | Simon Lui, Louis Koo, Allen Ting, Chin Kar Lok                        | Hong Kong                                                                         |                 |
| Trucks                          | Chris Thomson                           | Timothy Busfield, Brenda Bakke, Brendan Fletcher                      | Statele Unite ale Americii · Canada                                               | [ 22 ]          |
| The Ugly                        | Scott Reynolds                          | Paolo Rotondo, Rebecca Hobbs, Jennifer Ward-Lealand                   | Noua Zeelandă                                                                     | [ 23 ]          |
| Uncle Sam                       | William Lustig                          | Timothy Bottoms, Robert Forster, Bo Hopkins                           | Statele Unite ale Americii                                                        | [ 24 ]          |
| Wishmaster                      | Robert Kurtzman                         | Tammy Lauren, Andrew Divoff, Robert Englund                           | Statele Unite ale Americii                                                        | [ 25 ]          |